# ذي عنقب (تعز)
ذي عنقب هي إحدى قرى جبل صبر في مديرية مشرعة وحدنان بمحافظة تعز اليمنية. بلغ تعداد سكانها 2400 نسمة بحسب إحصاء سنة 2004.
تتكون قرية ذي عنقب من عدة قرى صغيرة وهي قرية النجد وقرية الجرادية وقرية الرحاب وقرية وادي المشارقة وقرية دوسر والرجيمة والصلول ، وتعد أسرة آل الحاج  من أكبر الأسر واعرق الاسر التي تسكن قرية ذي عنقب ،  ويقع في قرية ذي عنقب نادي النور الرياضي والثقافي أحد أقدم أندية مدينة تعز